# Buurtzorg

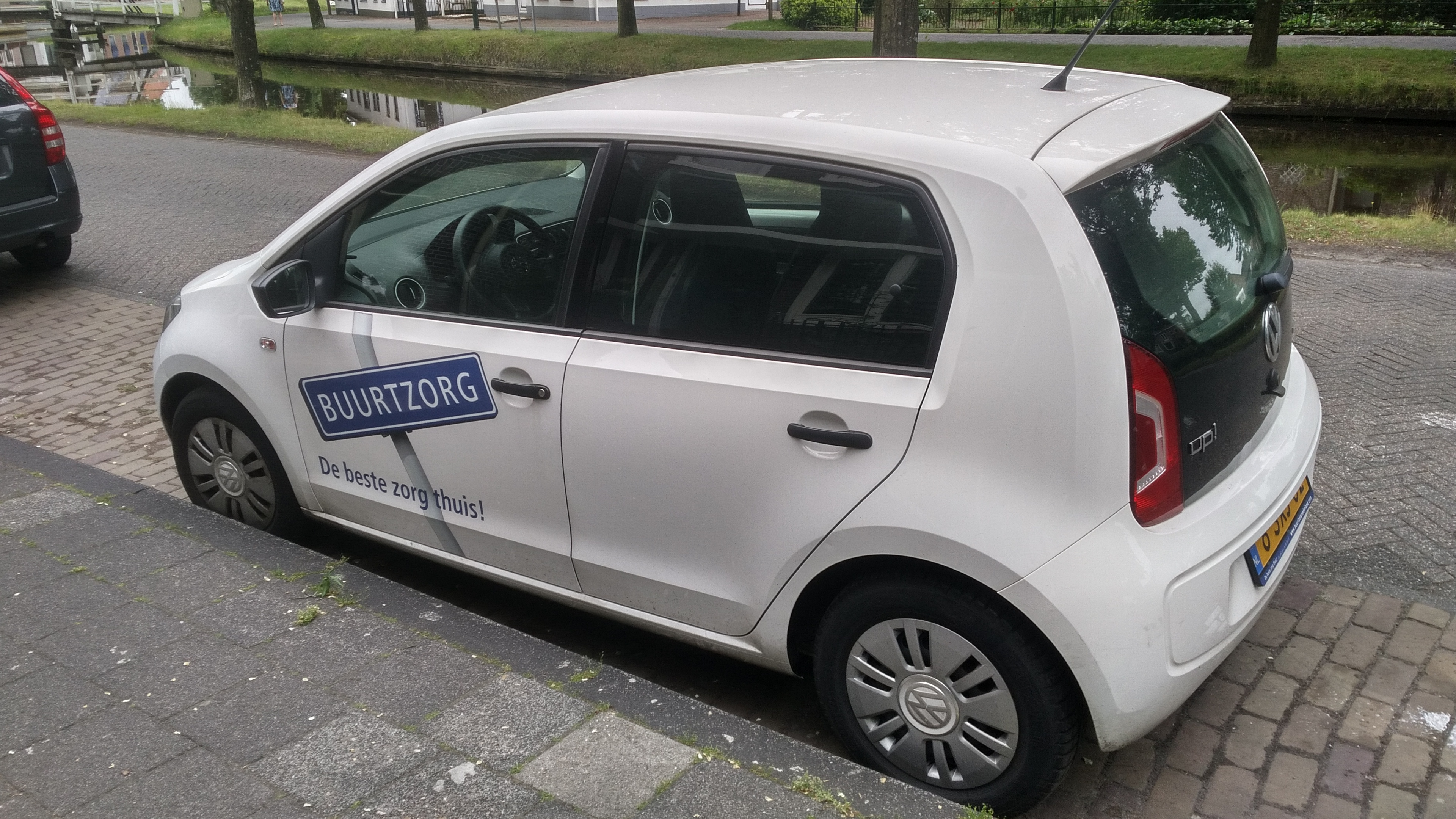
Um automóvel operado pela Buurtzorg na aldeia groninguesa Oude Pekela.

A Buurtzorg é uma organização neerlandesa de atendimento domiciliar que atraiu a atenção internacional por seu uso inovador de equipes de enfermagem independentes na prestação de cuidados de custo relativamente baixo. A palavra buurtzorg é neerlandês para "cuidado de vizinhança".

## História
A Buurtzorg foi fundada em 2006 na pequena cidade de Almelo por Jos de Blok e uma pequena equipe de enfermeiros profissionais que estavam insatisfeitos com a prestação de cuidados de saúde por organizações de cuidados domiciliares tradicionais nos Países Baixos. Segundo Sharda S. Nandram, a empresa criou uma nova abordagem de gestão: “simplificação integradora”, caracterizada por uma estrutura organizacional simples e plana, através da qual pode ser prestada uma vasta gama de serviços, facilitados pela tecnologia da informação.

## Operação
Quando vão à casa de um paciente, os enfermeiros da Buurtzorg fornecem não apenas serviços médicos, mas também serviços de apoio, como ajudar a vestir e tomar banho, que geralmente são delegados a trabalhadores menos treinados e mais baratos. Equipes autônomas de 10 a 12 enfermeiros altamente treinados assumem a responsabilidade pelo atendimento domiciliar de 50 a 60 pacientes em um determinado bairro. Isso permite flexibilidade nos arranjos de trabalho para atender às necessidades dos enfermeiros e dos pacientes. A organização tem a força de trabalho mais satisfeita de qualquer empresa neerlandesa, com mais de 1 000 funcionários. Um estudo da KPMG, publicado em janeiro de 2015, mostra que a empresa é uma prestadora de serviços de atendimento domiciliar de baixo custo e que isso não se deve ao mix de pacientes. Quando os custos do lar de idosos, do médico e do hospital dos pacientes foram adicionados à análise, os custos totais por paciente foram cerca da média dos custos gerais dos Países Baixos.
A organização descreve um pacote de seis componentes sequenciais, que não podem ser entregues separadamente:
- avaliar as necessidades do cliente; a avaliação é holística e inclui necessidades médicas, necessidades de condições de longo prazo e necessidades pessoais/sociais. Com base nas informações obtidas, será elaborado o plano individual de atendimento;
- mapear redes de cuidados informais e envolvê-los no cuidado;
- identificar e incluir cuidadores formais;
- prestação de cuidados;
- apoiar o cliente em seus papéis sociais;
- promover o autocuidado e a independência.

## Internacional
A empresa empregou 10 000 enfermeiros e 4 500 trabalhadores de ajuda doméstica em 2018, com equipes nos Países Baixos, Suécia, Japão e Estados Unidos (em Minnesota), onde a Buurtzorg USA é uma organização sem fins lucrativos legalmente constituída com uma Licença de Atendimento Domiciliar Compreensivo de Minnesota. Atualmente, oferece atendimento domiciliar a cerca de 80 000 pessoas; dois terços de todas os enfermeiros distritais nos Países Baixos trabalham para a organização. Nos Estados Unidos, a organização enfrenta a necessidade de lidar com vários pagadores, cada um com suas próprias regras e procedimentos de pagamento, o que torna difícil para os enfermeiros fazerem seu próprio faturamento como fazem nos Países Baixos.
Em 2015, a empresa estava preocupada com um corte no orçamento de cuidados domiciliares neerlandeses de 400 milhões de euros, 10% menos do que o orçamento de cuidados comunitários do ano anterior. A empresa está recebendo mais solicitações de pessoas com direito a atendimento domiciliar. A expectativa é de um crescimento de 15 000 clientes.
Um piloto da Welsh Buurtzorg será estabelecido pelo Sistema Nacional de Saúde de Gales de 2018-20 com um financiamento de 2 milhões de libras. O Royal College of Nursing (RCN) disse: "O RCN há muito apoia esse modelo, que foi fundado nos Países Baixos e recebeu aclamação internacional por seus princípios de custo-benefício liderados por enfermeiros, que contam com a inovação em enfermagem liderando o caminho para o cuidado de pacientes em suas próprias comunidades."
Na França, a organização sem fins lucrativos Soignons Humain começou a operar em 2016, como parceira oficial licenciada da Buurtzorg.